# 吕清海
吕清海（1959年11月—），河南省辉县人，高分子化学学士，管理学硕士。因其2011年7月9日当选市长，同年8月25日便被双规，仅当了49天的市长而知名，故又被戏称作49天市长。

## 生平
- 1959年11月，吕清海出生于河南省辉县。
- 1978年9月，吕清海进入郑州大学化学系学习高分子化学专业。
- 1982年，吕清海大学毕业后被分配到河南平顶山市锦纶帘子布长工作，1985年3月加入中国共产党。
- 1990年，时年31岁的吕清海被提拔为中国神马集团有限责任公司的董事、总经理助理。
- 1994年5月至1997年12月任中共河南省平顶山市卫东区委副书记和区长，在任期间曾在清华大学攻读MBA学位。
- 1997年12月至2001年6月担任中共河南省平顶山市卫东区区委书记，在任期间曾于首都经济贸易大学学习，并获得管理学硕士学位。
- 2001年6月至2005年4月担任河南省周口市人民政府副市长，2005年4月重新调入神马集团任党委书记，一个月后兼任董事长职务，成为正厅级干部。
- 2009年3月至2011年5月27日担任河南省工业和信息化厅党组书记、副厅长。2011年5月27日调入河南省漯河市委，担任委员、常委及副书记，同时入选市长提名[2]。
- 2011年7月9日以获得全票的成绩当选为漯河市市长，但于同年8月25日因“经济问题”被双规，仅担任了49天的市长职务[1]。

## 49天市长
2011年5月27日，吕清海调入漯河市委，不久后便被推举为漯河市市长选举候选人之一。后经过300多名漯河市人大代表的投票，吕清海全票当选市长，一些人大代表称吕清海的全票当选是“众望所归”。2011年7月9日，漯河市召开漯河市五届人大七次会议第二次全体会议，任命吕清海为漯河市市长，兼任党委副书记。就职会议上，吕清海承诺“将在任期内通过廉洁行政、清白做人，打造廉洁、勤政、务实、高效的服务型政府。”。同年8月25日，吕清海因涉嫌经济犯罪，被河南省纪检委双规，从全票当选到被双规，仅履任了49天，被称为最短命的市长，也被戏称为“49天市长”。河南省纪检委称纪检委在调查另一件经济案件时，发现的吕清海有涉案嫌疑，便依规定将其双规。

## 负面评价
在吕清海担任中国神马集团有限责任公司董事长、党委书记等职务时，主导了公司的股权分置改革，引进投资数百亿元，同时开发、上马了众多项目，但均未获得盈利，使神马集团负债累累，其离任之时，神马集团的负债总额高达到42亿元人民币。